# Марія Фернанда Еспіноса
Марія Фернанда Еспіноса Гарсес (ісп. María Fernanda Espinosa Garcés; 7 вересня 1964) — еквадорський політик, державний і дипломатичний діяч. Доктор філософії. Член партії Альянс ПАІС. Член Всесвітньої ради майбутнього. Голова Генеральної Асамблеї ООН з 18 серпня 2018 року.

## Біографія
Народилася в Іспанії під час перебування там її батьків. На початку 1980-х років закінчила Lycée La Condamine. Закінчила аспірантуру в області антропології та політології Латиноамериканського інституту соціальних наук у Кіто, а також у галузі прикладної лінгвістики в Папському католицькому університеті Еквадору. Має ступінь магістра соціальних наук і амазонських досліджень.
У 1996—1997 роках навчалася в аспірантурі при Ратгерському університеті в США. Там же захистила докторську дисертацію в галузі екологічної географії.

### Політична кар'єра
За президента Рафаеля Корреа, займала пост міністра закордонних справ, торгівлі та інтеграції (з січня 2007 року до грудня 2007 року). Працювала спеціальним радником президента Еквадорської установчої асамблеї Альберто Акоста (з грудня 2007 по лютий 2008). Потім, 7 березня 2008 року призначена Постійним представником Еквадору в Організації Об'єднаних Націй.
З жовтня 2009 по листопад 2012 року працювала координатором-міністром національної спадщини і туризму. Міністр спорту в 2011 році.
У 2012—2014 роках займала посаду Міністра національної оборони Еквадору. Стала третьою жінкою, яка очолювала міністерство національної оборони після Гуадалупе Ларріви і Лорени Ескудеро.
З травня 2017 по червень 2018 року — Міністр закордонних справ та міграції Еквадору. Будучи главою МЗС Марія Фернанда Еспіноса Гарсес вживала заходів щодо відновлення діалогу з Сполученим Королівством для вирішення питання навколо засновника WikiLeaks Джуліана Ассанжа.
У червні 2018 року обрана головою 73-ї сесії Генеральної Асамблеї ООН. За всю історію ООН вона стала четвертою жінкою на цій посаді. За неї проголосували 128 держав, а за конкурентку, представницю Гондурасу — 62 країни. 
У лютому 2019 року Еспіноса започаткувала Міжнародний рік мов корінних народів, а в травні 2019 року очолила захід високого рівня з питань культури та сталого розвитку.
На посаді президента Генеральної Асамблеї ООН вона сприяла проведенню всесвітньої кампанії проти використання одноразового пластику та домоглася повної відмови від одноразового пластику в штаб-квартирах ООН у Нью-Йорку та Женеві.
У 2020 році Еспіноса була номінована главами урядів Антигуа і Барбуди та Сент-Вінсента і Гренадин на посаду генерального секретаря Організації американських держав. Вона змагалася з чинним Генеральним секретарем Луїсом Альмагро, якого висунула Колумбія. На виборах, що відбулися 20 березня того ж року, Альмагро виграв своє перепризначення 23 голосами проти 10. Її рідна країна Еквадор не підтримала її кандидатуру.
До початку своєї політичної та дипломатичної кар'єри Еспіноса була доцентом і дослідником Латиноамериканського факультету соціальних наук FLACSO, де вона заснувала і координувала програму соціально-екологічних досліджень. Працювала радником з питань біорізноманіття, зміни клімату та політики щодо корінних народів (1999—2005), а згодом — регіональним директором у Південній Америці Міжнародного союзу охорони природи (UICN) (2005—2007).